# Judith Owigar

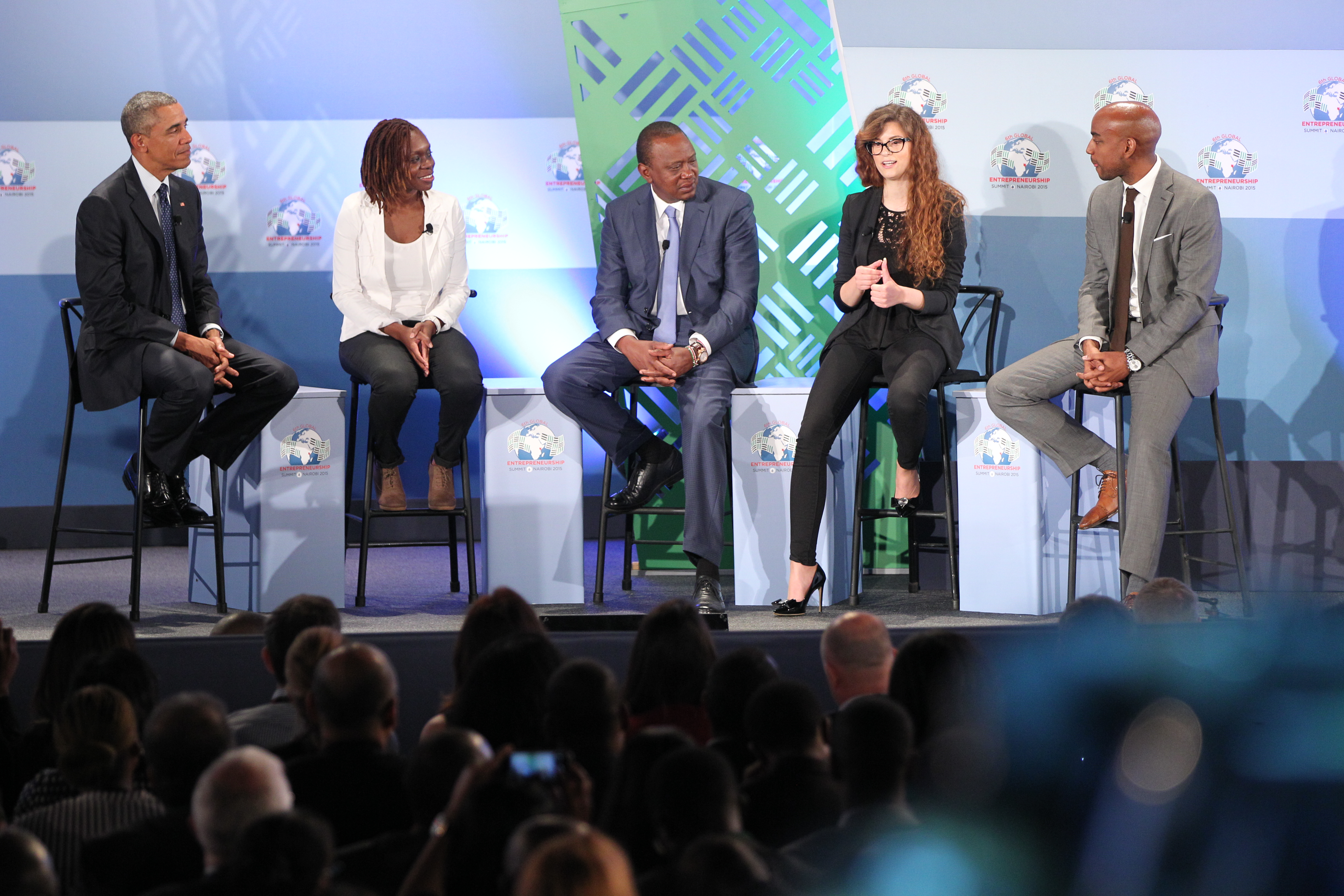
Ehemaliger US-Präsident Barack Obama; Judith Owigan, Akirachix; ehemaliger Präsident von Kenia Uhuru Kenyatta; Shadi Sabeh, Brilliant Footsteps Academy; Jehiel Oliver, Hello Tractor bei der Podiumsdiskussion zur Eröffnung des Global Entrepreneurship Summit in Nairobi am 25. Juli 2015

Juditz Owigar, voller Name Judith Adem Owigar, (* 1985 in Kenia) ist eine kenianische Informatikerin, Sozialunternehmerin und Aktivistin, die sich für digitale Innovation, Frauenförderung und nachhaltige Stadtentwicklung einsetzt. Ihr Wirken bewegt sich an der Schnittstelle von Technologie, Sozialem und Nachhaltigkeit. Ihr Beitrag zur digitalen Transformation afrikanischer Gesellschaften macht sie zu einer Schlüsselfigur im Bereich Innovation und sozialer Wandel auf dem Kontinent.
Sie ist Mitbegründerin der Non-Profit-Organisation AkiraChix sowie Gründerin der Online-Plattform JuaKali Workforce. Darüber hinaus arbeitet sie als ICT-Beraterin beim Programm der Vereinten Nationen für menschliche Siedlungen (UN-Habitat), wo sie städtische Digitalisierungs- und Nachhaltigkeitsprojekte in Ostafrika mitgestaltet.

## Ausbildung und frühe Karriere
Nach dem Abschluss ihres Bachelorstudiums in Informatik an der Universität Nairobi im Jahr 2008 begann Judith Owigar ihre Karriere als Webentwicklerin bei Ibidlabs und später als IT-Ingenieurin beim Japan Center for Conflict Prevention. Parallel zu ihrer beruflichen Tätigkeit schloss sie 2016 einen Master in Angewandter Informatik ab, ebenfalls an der Universität Nairobi.

## Akirachix
2010 gründete sie gemeinsam mit Angela Oduor Lungati, Linda Kamau und Marie Githinji AkiraChix, eine Organisation, die afrikanische Mädchen und Frauen in technischen Berufen fördert. Als Operations Director entwickelte sie Mentorenprogramme, organisierte Schulungen in Programmierung und Design Thinking und leitete Forschungsprojekte zur Beteiligung von Frauen im Technologiebereich. Ihr Engagement wurde 2011 mit dem renommierten Change Agent ABIE Award und 2014 von Forbes mit der Aufnahme in die Liste der „Ten Female Tech Founders to Watch in Africa“ gewürdigt.

## JuaKali Workforce
2015 rief Owigar die Plattform JuaKali Workforce ins Leben, um junge Fachkräfte im informellen Sektor Kenias mit kurzfristigen Beschäftigungsmöglichkeiten zu verbinden. Die Plattform unterstützt insbesondere Handwerker, Techniker und andere Arbeiter durch Zugang zu digitalen Tools, Schulungen und einem Bewertungssystem, das Vertrauen zwischen Auftraggebern und Dienstleistern schafft. Damit verfolgt Owigar das Ziel, die Erwerbschancen im informellen Arbeitsmarkt zu verbessern und die wirtschaftliche Selbstständigkeit benachteiligter Gruppen zu stärken.

## UN-Habitat
Seit 2016 ist Judith Owigar zudem als Beraterin für Informations- und Kommunikationstechnologie (ICT) bei UN-Habitat tätig. Dort arbeitet sie an der Entwicklung sogenannter People-Centered Smart Cities, in denen digitale Technologien zur Förderung von Inklusion, Nachhaltigkeit und Lebensqualität eingesetzt werden. Sie berät nationale und lokale Behörden in Afrika zur Nutzung digitaler Infrastrukturen und setzt sich für offene Datenplattformen und digitale Bürgerservices ein. Im Rahmen ihrer Arbeit engagiert sie sich außerdem für die Förderung der Elektromobilität in Ostafrika. Ziel dieser Initiativen ist es, die lokale technische Kapazität zur Wartung und zum Betrieb von Elektrofahrzeugen zu stärken und dadurch sowohl die Luftqualität in Städten als auch die Resilienz gegenüber dem Klimawandel zu verbessern.
Zudem ist sie bei der Alliance4AI, der größten afrikanischen Community für Künstliche Intelligenz.

## Auszeichnungen und Anerkennungen
- Forbes: Ten Female Tech Founders to Watch in Africa im Jahr 2011
- Anita Borg Change Agent Award im Jahr 2012
- Auszeichnung Top 40 Women Under 40 für Frauen, die einen bedeutenden Einfluss auf Kenia in wirtschaftlicher und sozialer Hinsicht hatten
- Africa Acumen Fellow
- International Focus Fellow

2015 war sie Rednerin bei der renommierten Grace Hopper Celebration of Women in Computing des Global Entrepreneurship Summit, wo sie die Bühne mit dem ehemaligen US-Präsidenten Barack Obama und dem ehemaligen kenianischen Präsidenten Uhuru Kenyatta teilte.